# Vizille
Vizille je zimsko-športno središče, naselje in občina v vzhodnem francoskem departmaju Isère regije Rona-Alpe. Leta 2009 je naselje imelo 7.592 prebivalcev.

## Geografija
Kraj leži v pokrajini Daufineji ob reki Romanche, 15 km jugovzhodno od Grenobla.

## Zgodovina
Ozemlje občine je v predrimskem času naseljevalo galsko pleme Alobrogov. Tod je stala utrjena naselbina Oppidum Antiquum, ki jo je po rimskem zavojevanju zamenjala vojaška postojanka ob rimski cesti Castra Vigiliae.
21. julija 1788 je bil v kraju, sledeč tako imenovanemu dnevu opek, to je revolucionarnemu uporu meščanov Grenobla proti kraljevi vojski (7. junija), sklican Zbor pod okriljem buržoazije in pravnikov iz območja Grenobla, na katerem se je srečalo večje število zastopnikov cerkve, plemištva in tretjega stanu. Zbor je zahteval srečanje Generalnega stanu, na katerem bi se glasovalo po številu glasov vsakega posameznika in ne zgolj po pogledih treh stanov, z zahtevami po zavrnitvi reform, zlasti davčne reforme s strani monarhije.

## Uprava
Vizille je sedež istoimenskega kantona, v katerega so poleg njegove vključene še občine Brié-et-Angonnes, Champagnier, Champ-sur-Drac, Chamrousse (del ozemlja), Jarrie, Laffrey, Montchaboud, Notre-Dame-de-Commiers, Notre-Dame-de-Mésage, Saint-Barthélemy-de-Séchilienne, Saint-Georges-de-Commiers, Saint-Jean-de-Vaulx, Saint-Pierre-de-Mésage, Séchilienne in Vaulnaveys-le-Haut z 28.325 prebivalci.
Kanton Vizille je sestavni del okrožja Grenoble.

## Zanimivosti
- grad Château de Vizille, od leta 1984 se v njem nahaja Muzej francoske revolucije;

## Pobratena mesta
- Venaria Reale (Piemont, Italija),
- Vöhringen (Švabska, Nemčija).